# Klen v Hlavně
Klen v Hlavně je památný strom solitérní javor klen (Acer pseudoplatanus), který roste v Hlavně (část obce Citice) v okrese Sokolov v Karlovarském kraji, v severovýchodní části obce za domem čp. 52 na hraně terasy vpravo od silnice z Citic. Obvod kmene měří 276 cm, hustě zavětvená pravidelná koruna stromu dosahuje do výšky 19 m (měření 2013). Za památný byl strom vyhlášen v roce 2013 jako esteticky zajímavý strom, významný vzrůstem a jako krajinná dominanta.

## Stromy v okolí
- Zámecký dub v Chlumku
- Šenbauerův dub
- Bambasův dub
- Buk v Libavském Údolí